# Брехун!
«Бреху́н!» (англ. Liar!) — науково-фантастичне оповідання американського письменника Айзека Азімова. Вперше було опубліковане в травні 1941 року у журналі «Analog Science Fiction and Fact», є третім оповіданням із циклу про позитронних роботів. Оповідання входило до складу авторських збірок «Я, робот» 1950, «Все про роботів» 1982 та «Мрії робота» 1990. Історія, описана в оповіданні, згадується в романі «Роботи світанку».
З ідеєю оповідання у грудні 1940 року Азімов звернувся до Джона Кемпбелла, із яким спільно при роботі над твором були розроблені «Три закони робототехніки».
Українською виданий в СРСР 1964 року у збірнику «Я, робот» видавництва «Знання», переклад Йорданського Олексія Дмитровича.

## Сюжет
Через похибку, яка сталася під час конструювання робота РБ-34 «Ербі», ця модель набула телепатичних здібностей. Робота досліджують працівники «U.S. Robots and Mechanical Men, Inc.» з метою зрозуміти, де саме допущено помилку.
Під час досліджень робот говорить кожному із людей, у тому числі й роботопсихологу Сьюзен Келвін, що думають інші. Однак при цьому він бреше — кожному повідомляє те, що саме ця людина хотіла б почути. Келвін припускає, що робот так себе поводить, виконуючи непорушний для нього Перший закон робототехніки:
|  | Робот не може заподіяти шкоду людині, або своєю бездіяльністю дозволити, щоб людині була заподіяна шкода. |

Сьюзен вважає, що робот самостійно прийшов до висновку — будь-яка неприємна новина чи якийсь жаль також є шкодою для людини. Аби перевірити це, Сьюзен ставить перед роботом завдання, що містить протиріччя — він повинен відповісти на питання, але кожен з варіантів відповіді неприємний комусь із присутніх людей. Це питання «коли саме під час монтажу з'явився сторонній фактор або був упущений основний?» РБ-34 ухиляється від відповіді, але люди наполягають, щоб він усе ж сказав її. Робот виходить із ладу. Келвін називає робота брехуном і йде з кімнати.

## Екранізації
- Другий епізод британського телесеріалу «Out of the Unknown», третій сезон, 1965—1971 (січень 1969), телеканал «BBC Two».
- В СРСР — «Цей фантастичний світ», серія телеспектаклів (1979—1990), частина 12 — «З роботами не жартують» (1987).